# Huánuco (stad)
Huánuco is een centraal gelegen stad in Peru in de gelijknamige provincie en de eveneens gelijknamige regio. De stad is gelegen op een hoogte van 1913 meter boven zeeniveau aan de rivier de Huallaga.
In 2015 telde Huánuco 175.000 inwoners.

## Geschiedenis
Huánuco is gesticht op 15 augustus 1539 onder de naam La muy noble y leal ciudad de los Caballeros de León de Huánuco. Twee jaar later werd de stad verplaatst naar de huidige locatie. Tijdens de Salpeteroorlog was de stad een belangrijke uitvalsbasis voor militairen in de strijd tegen Chili.

## Geboren
- Mariano Ignacio Prado (1826-1901), tweemaal president van Peru
- Daniel Alomía Robles (1871-1942), componist van o.a. El cóndor pasa

## Bestuurlijke indeling
Deze stad (ciudad) bestaat uit drie districten:
- Amarilis
- Huánuco (hoofdplaats van de provincie)
- Pillco Marca

Arequipa · Ayacucho · Cajamarca · Chiclayo · Chimbote · Chincha Alta · Cuzco · Huancayo · Huánuco · Huaraz · Ica · Iquitos · Juliaca · Lima · Pisco · Piura · Pucallpa · Puno · Sullana · Tacna · Tarapoto · Trujillo · Tumbes